# Onthophagus decoratus
Onthophagus decoratus är en skalbaggsart som beskrevs av D'orbigny 1905. Onthophagus decoratus ingår i släktet Onthophagus och familjen bladhorningar. Inga underarter finns listade i Catalogue of Life.